# 二道河农场
二道河农场是一个位于中华人民共和国黑龙江省佳木斯市抚远市的农场，亦是黑龙江省农垦建三江管理局所属的一个农场。
二道河农场1984年利用世界银行贷款和国家投资兴建，地处三江平原腹地，总面积534.2平方公里，耕地面积54.3万亩，总人口5000人。

## 行政区划
二道河农场下辖以下单位：
二道河场直社区、二道河农场第一管理区、二道河农场第二管理区、二道河农场第三管理区、二道河农场第四管理区、二道河农场第五管理区、二道河农场第六管理区和二道河农场第八管理区。